# Вечеллио, Чезаре
Чезаре Вечеллио (итал. Cesare Vecellio; около 1521, Пьеве-ди-Кадоре, Венеция — 2 марта 1601, Венеция) — итальянский гравёр и художник.
Родился около 1521 года в городе Пьеве-ди-Кадоре, относившимся к Венецианской республике. Был родственником художника Тициана (также носившего фамилию Вечеллио) и родился в том же городе, что и он. Большую часть жизни прожил в Венеции, где и скончался в 1601 году.
Как живописец, Чезаре Вечеллио мало известен за пределами Италии. Как гравёр, он больше всего прославился изданием богато иллюстрированной книги «De gli Habiti Antichi e Modérni di Diversi Parti di Mondo»  (итал.; «Старинные и современные костюмы» или «Костюмы всех времён и народов»), которая содержала изображения одежд всех известных автору стран и эпох, и служила своего рода наглядным пособием для многих итальянских художников того времени.
Достоверность изображённых в книге костюмов варьируется от довольно высокой точности до полной недостоверности.  При этом существует точка зрения, что Чезаре не создавал гравюры сам, и что их автором был гравёр из Нюрнберга Кристофер Курт.
Тем не менее, эта работа Вечеллио вплоть до настоящего времени привлекает внимание искусствоведов и историков моды.

## Гравюры из книги «Костюмы всех времён и народов» (из разных ранних изданий)

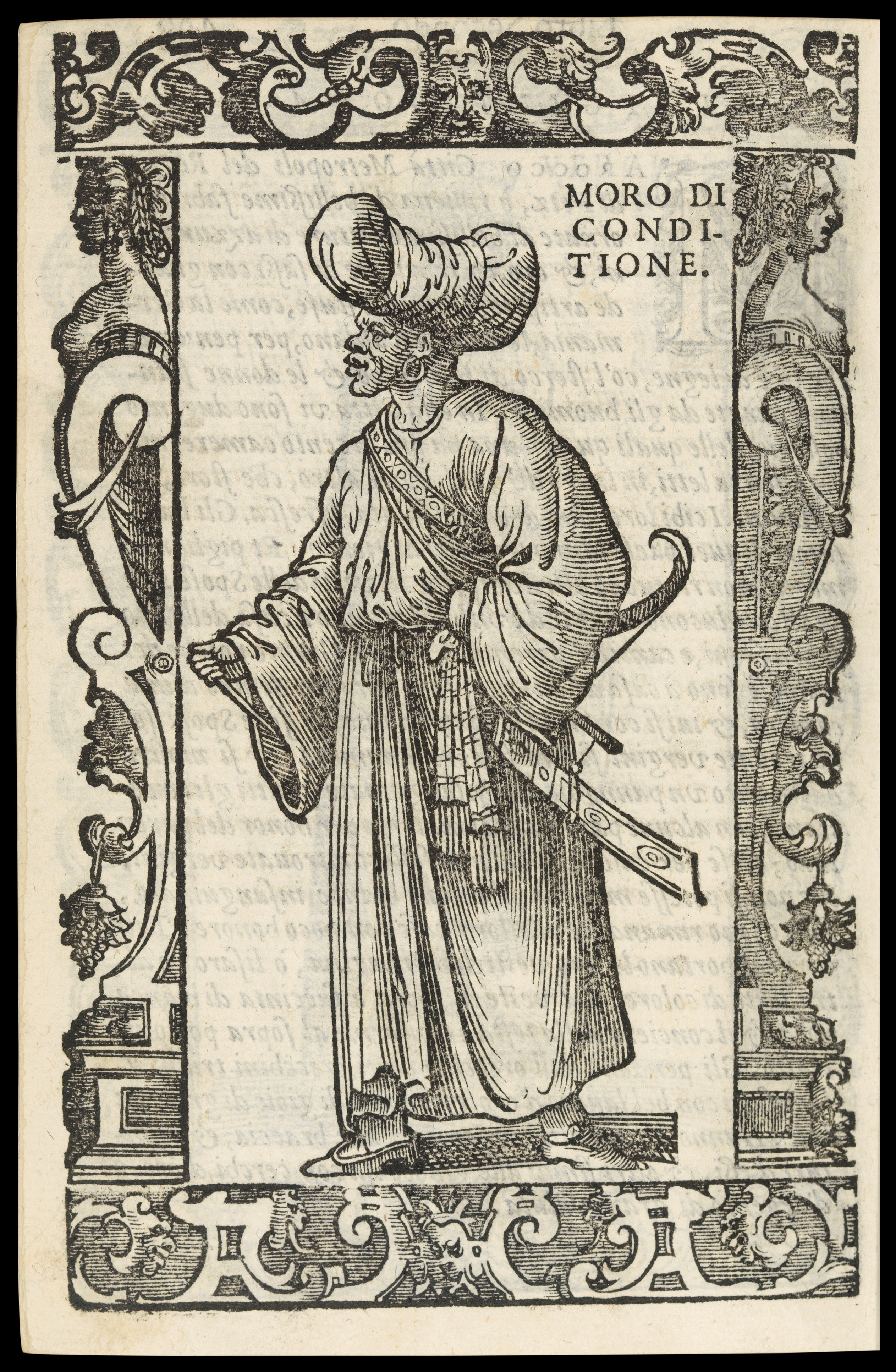
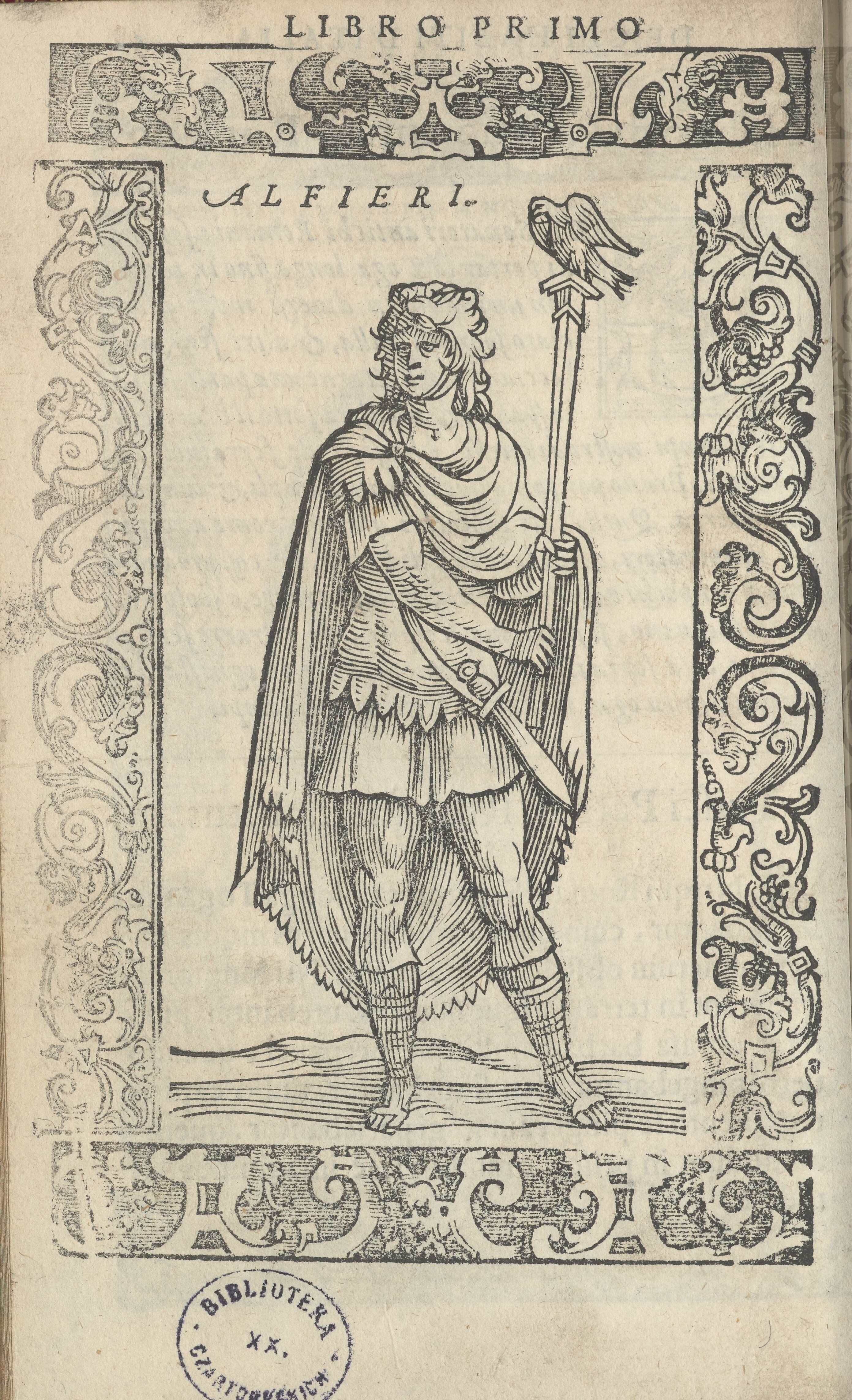
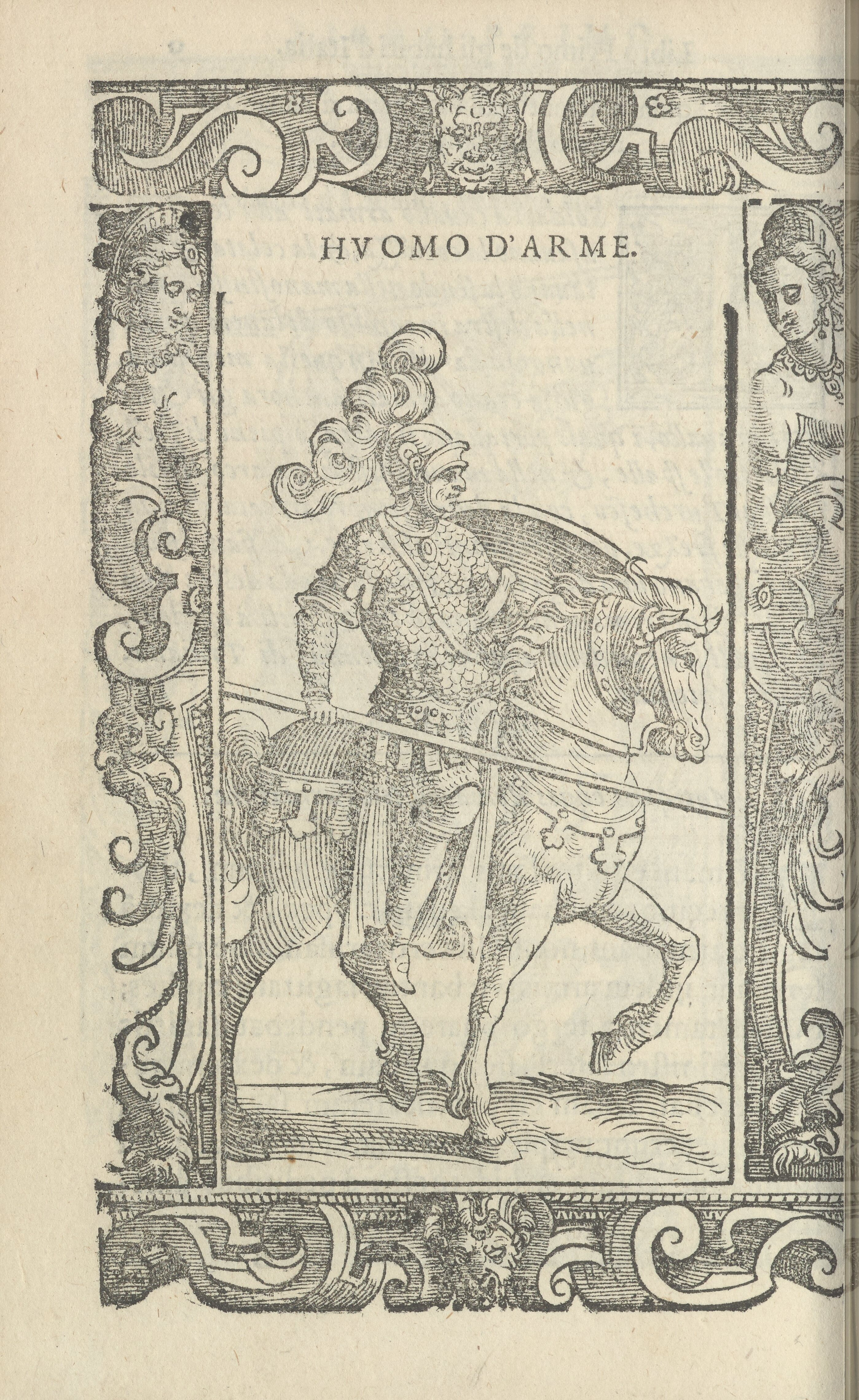
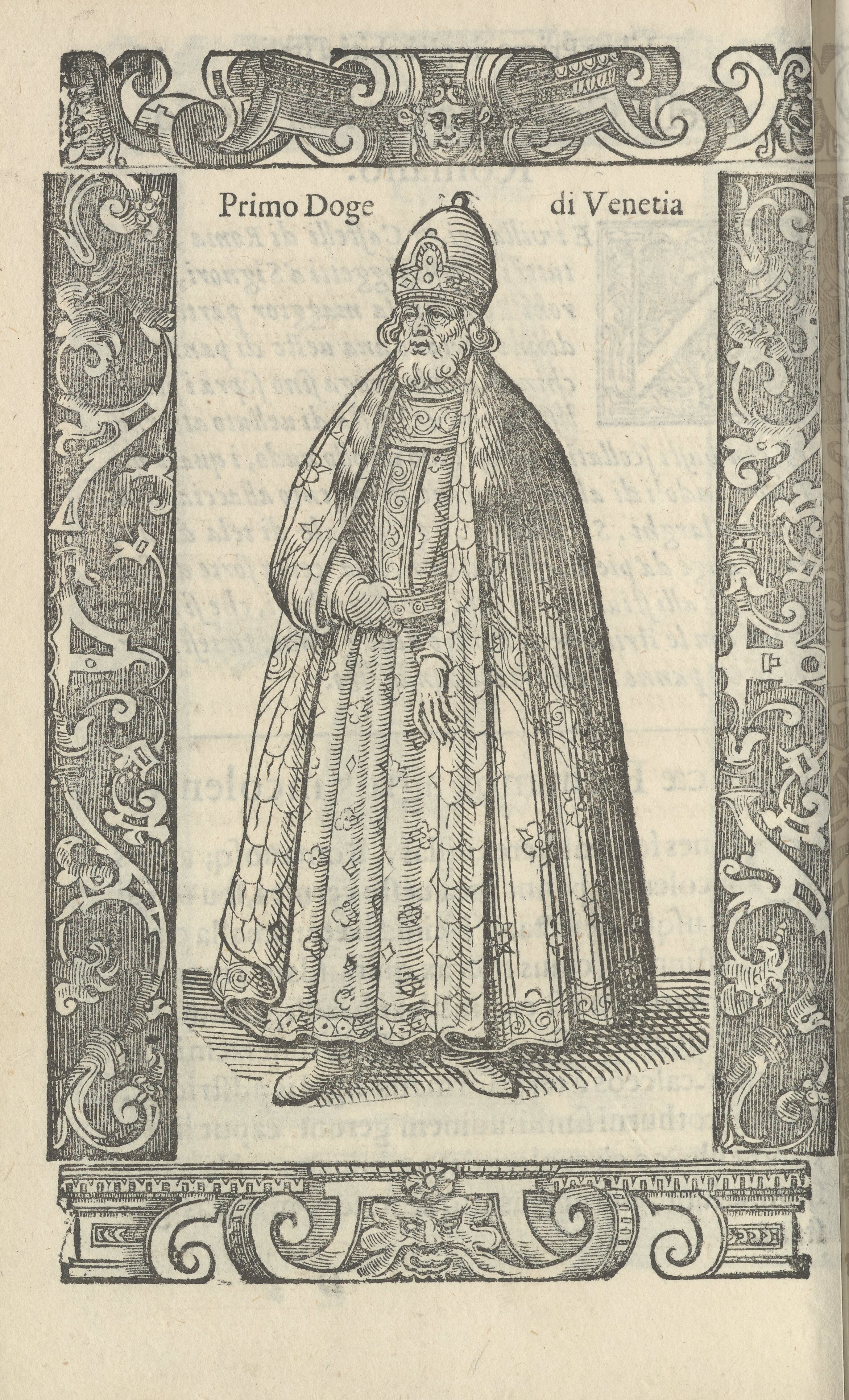
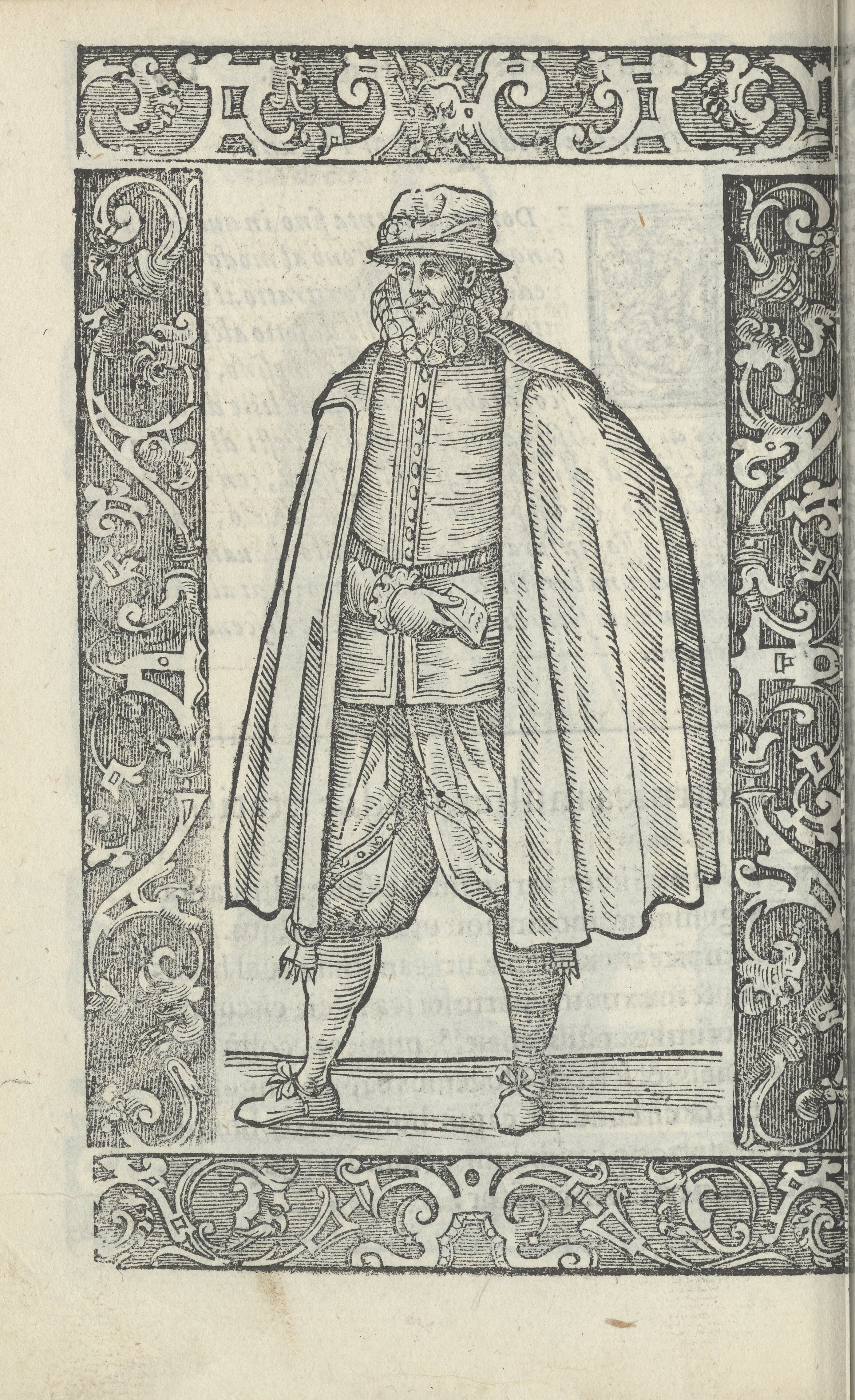
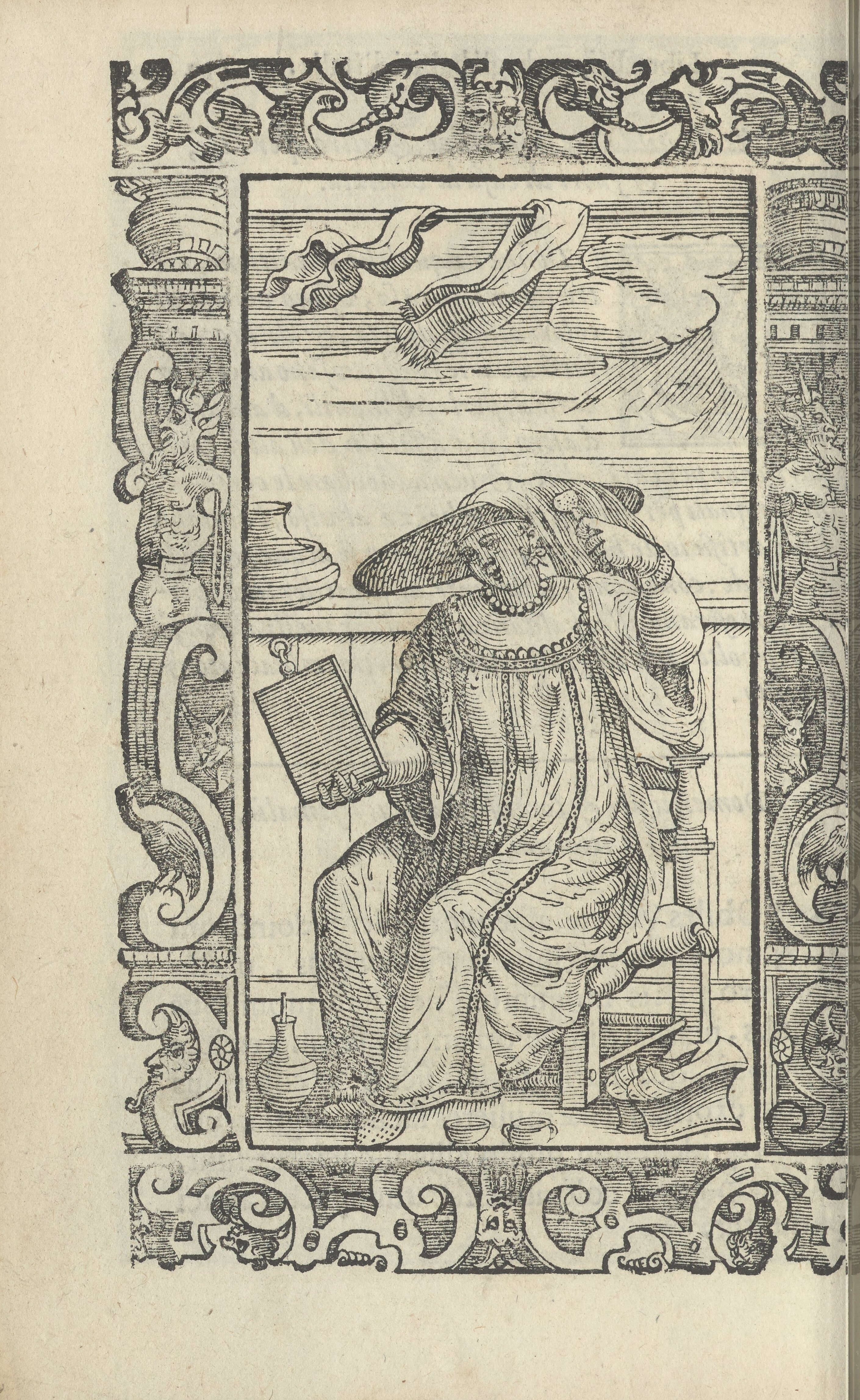
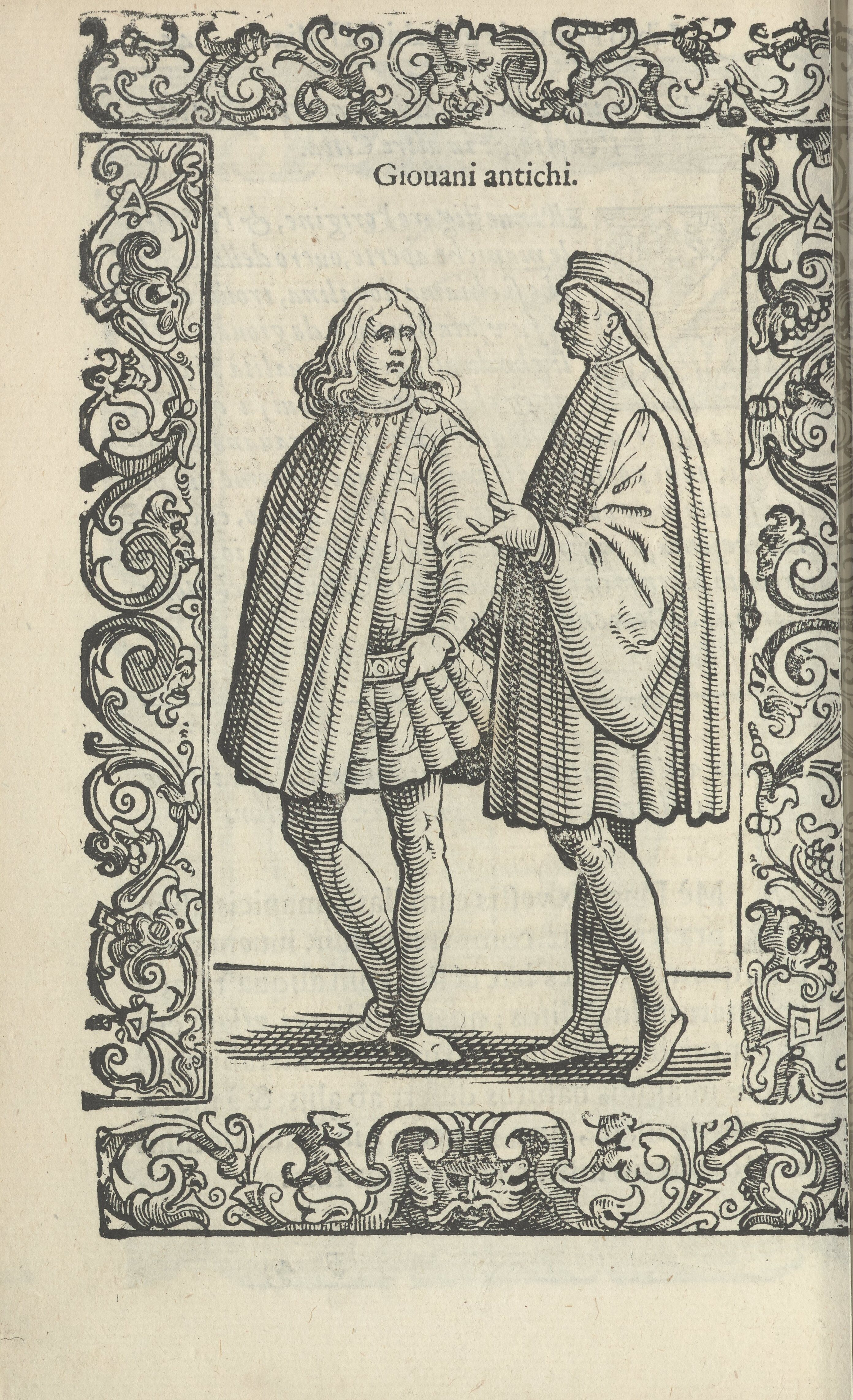
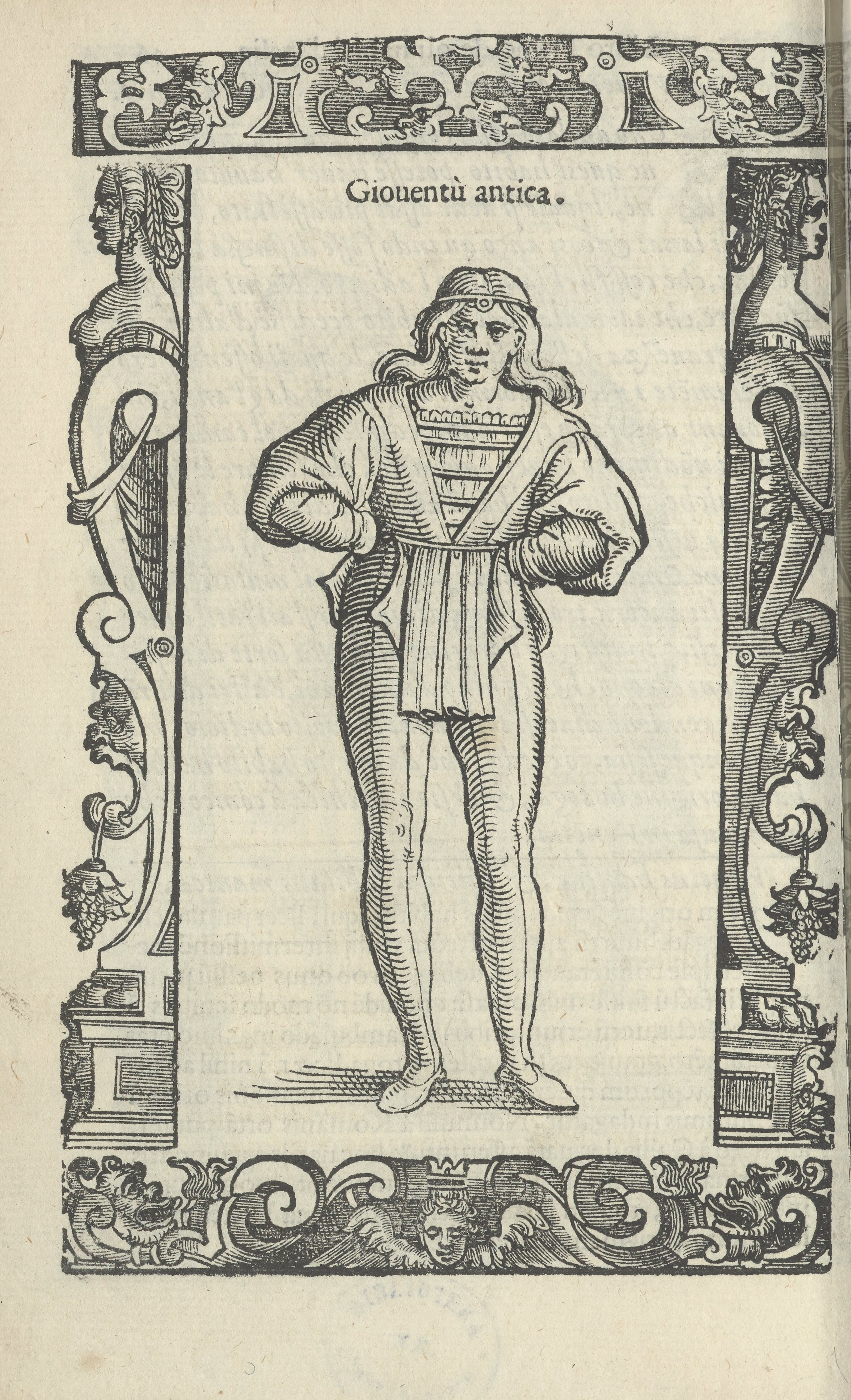
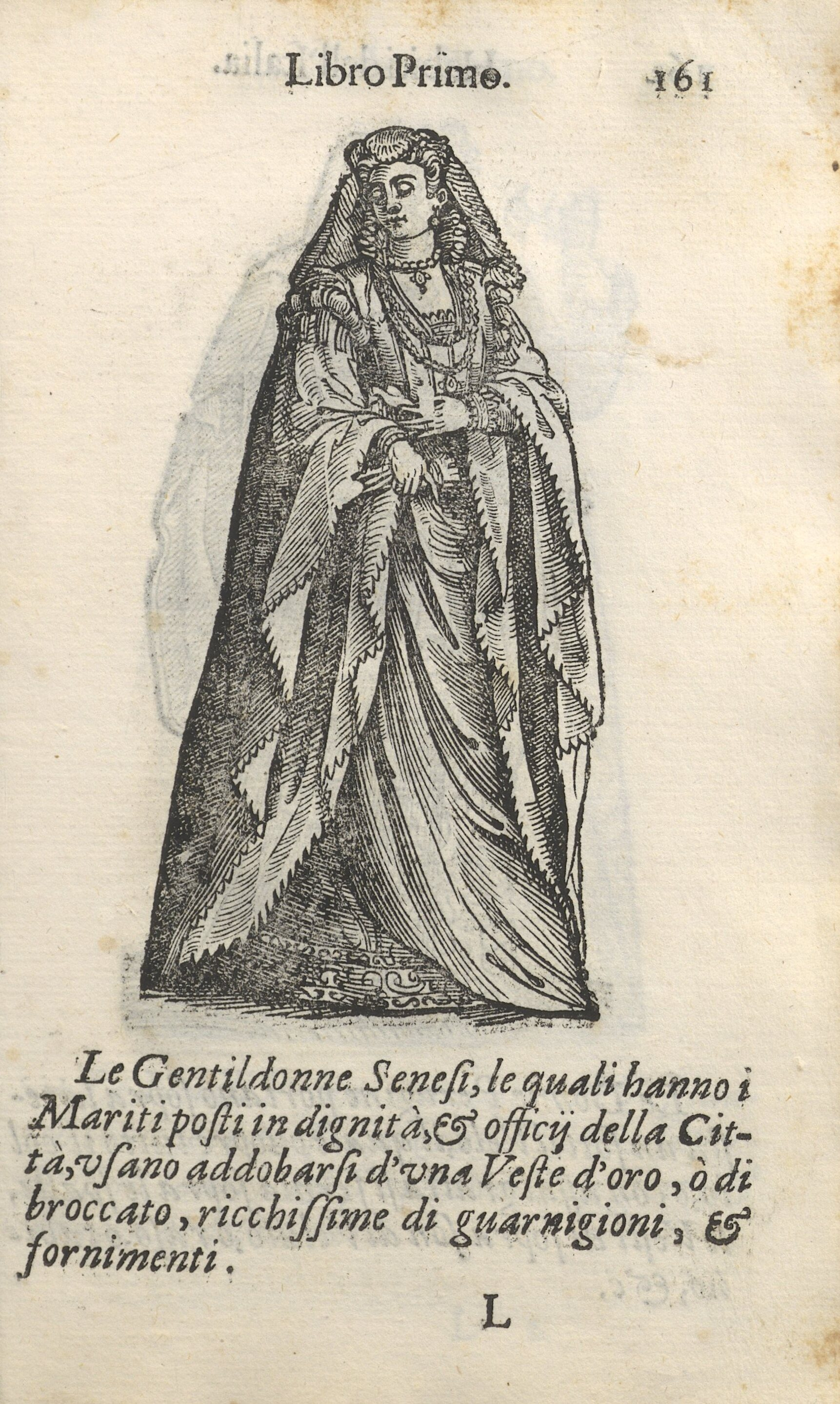
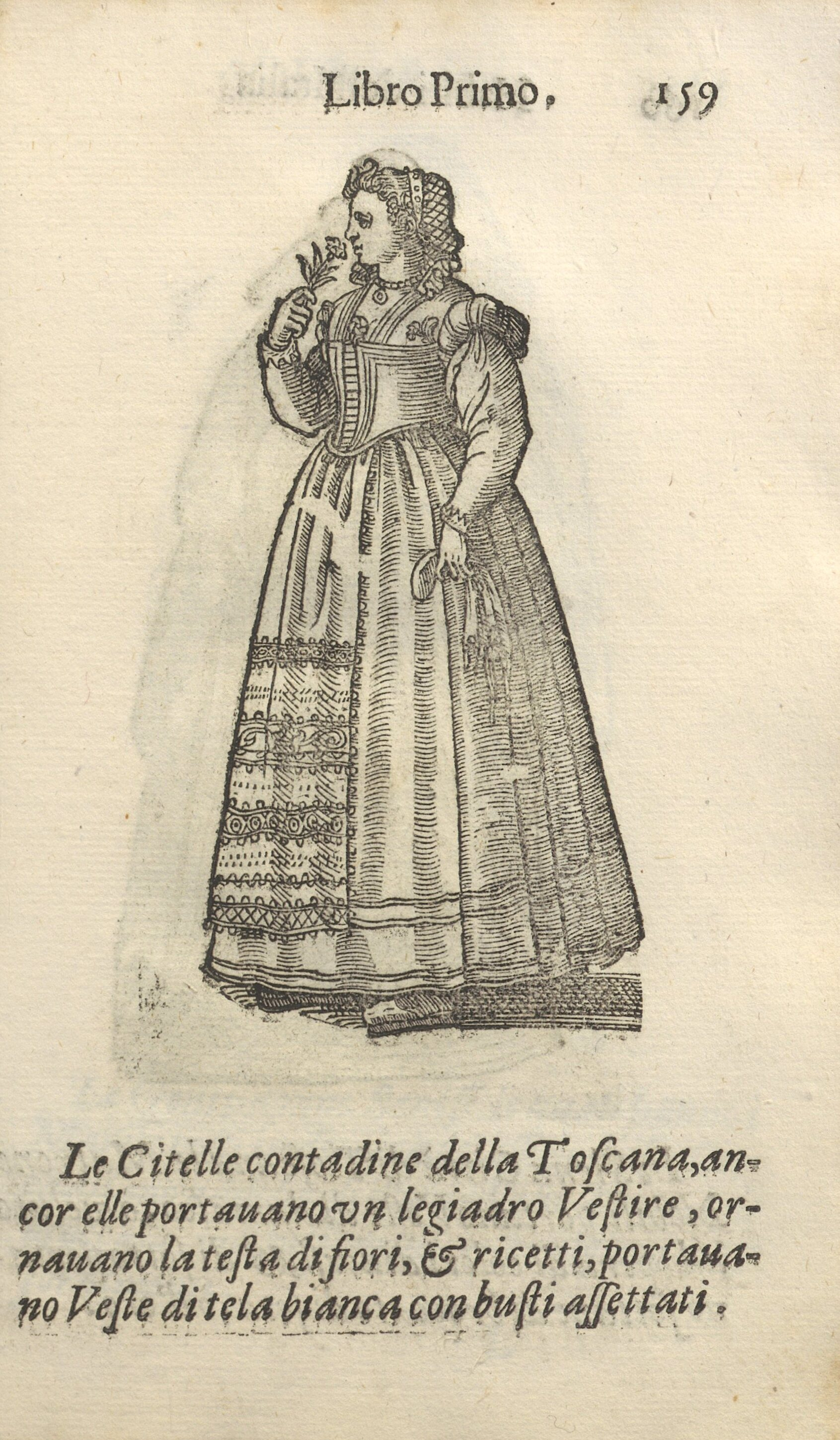
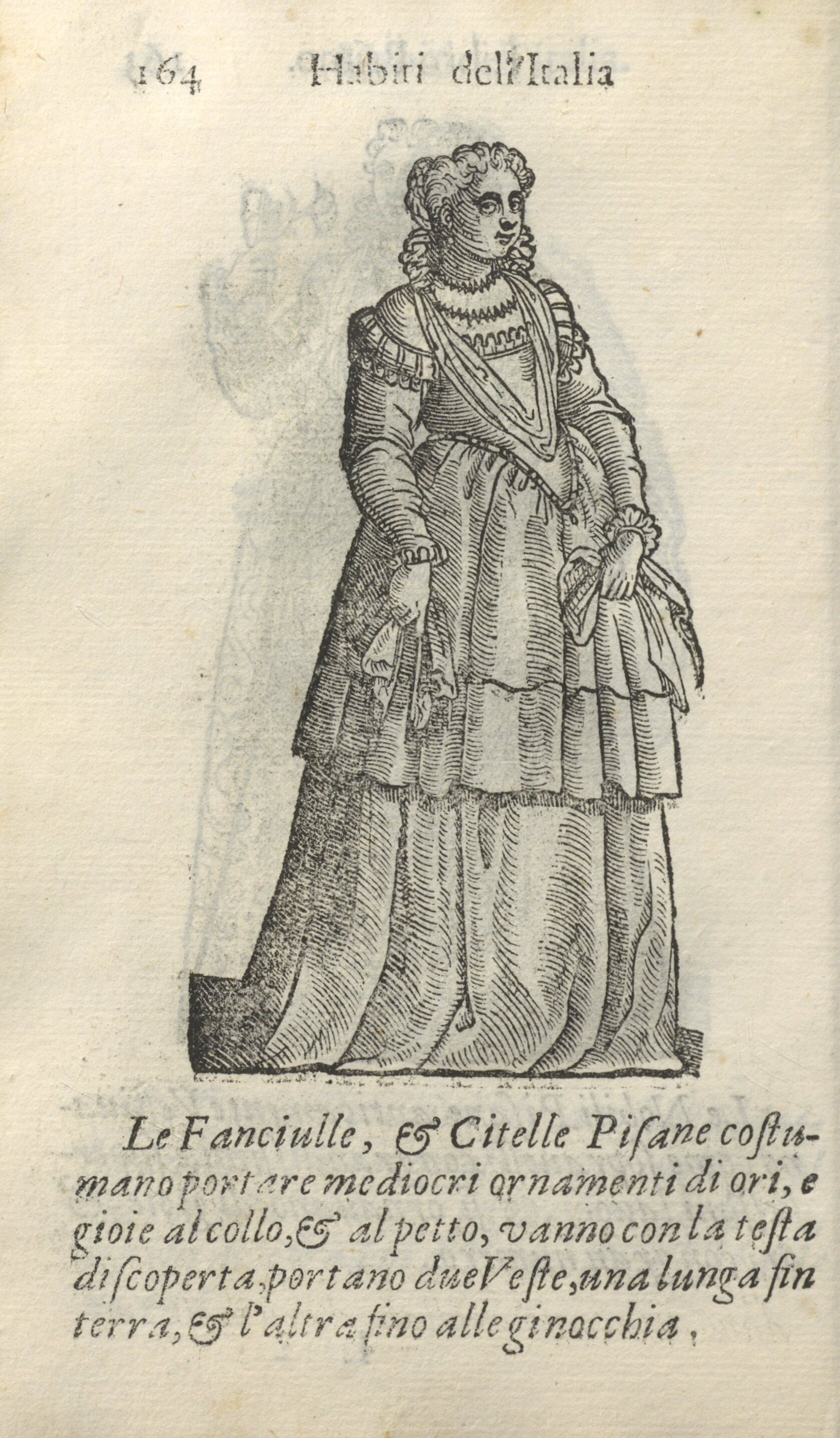
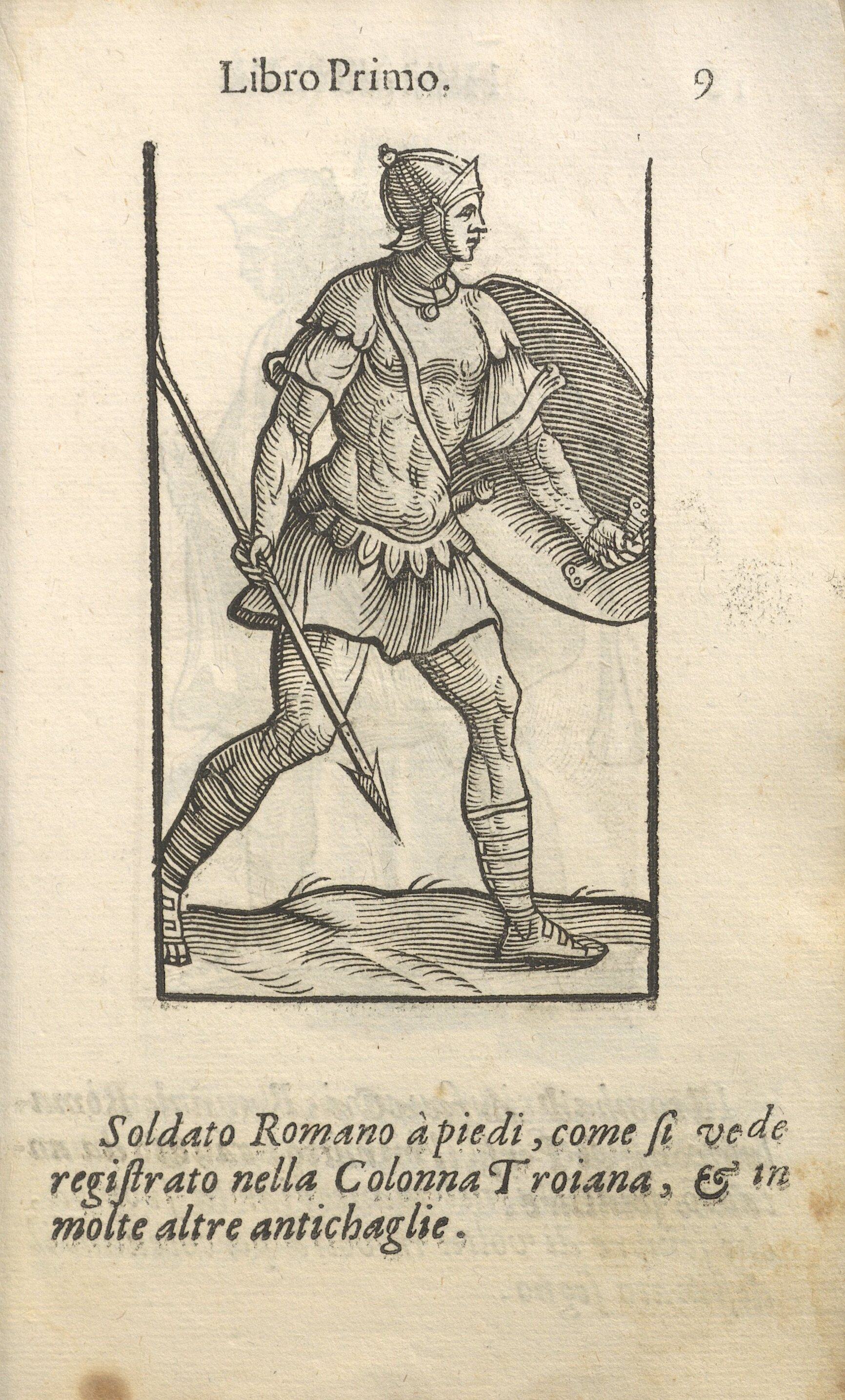